# Лудвиг фон Ербах-Шьонберг
Лудвиг/Лудевиг Вилхелм-Ернст Андреас Георг-Вилхелм Йоахим фон Ербах-Шьонберг (на немски: Ludwig/Ludewig Wilhelm Ernst Andreas George Joachim Fürst von Erbach-Schönberg; * 17 октомври 1926, Шьонберг, Оденвалд; † 23 ноември 1998, Рюселсхайм ам Майн, Хесен) е 4. княз и граф на Ербах-Шьонберг.

## Произход
Той е големият син на 3. княз и граф Георг Лудвиг фон Ербах-Шьонберг (1903 – 1971) и съпругата му Мария Маргарета Дерингер (1903 – 1967), дъщеря на Алфонс Дерингер и Маргарета Брем. Брат е на Едда Мари (1930 – 1993) и принц Майнолф (* 1936).
Л

## Фамилия
Лудвиг Вилхелм фон Ербах-Шьонберг се жени (цив.) на 9 март 1946 г. и (религ.) на 10 март 1946 г. в Грос-Герау, Хесен, за Роземари Мошаге (* 22 септември 1927, Шлевеке; † 25 май 201), дъщеря на Карл Мошаге и Отиле Раше. Те имат двама сина и една дъщеря:
- Буркхард Александер Майнолф Витекинд (* 7 април 1951, Грос-Герау; + 30 юни 1998, Франкфурт на Майн), наследствен принц, неженен
- Дитрих Вилхелм (* 27 март 1954, Грос-Герау), 5. княз на Ербах-Шьонберг, женен на 18 май 1984 г. в Грос-Герау за Моника Рекнагел (* 10 юли 1955, Карлсруе), дъщеря на Мартин Рекнагел и Марта Шпрингер; има една дъщеря
- Ута Едда Мария Юта Аннемария (* 1 август 1955, Грос-Герау)
- Патриция Юта Аня Илза (* 15 декември 1967, Кронберг им Таунус)